# I segreti degli uomini
I segreti degli uomini (En jouant 'Dans la compagnie des hommes') è un film del 2003 diretto da Arnaud Desplechin.